# Крехов (Стрыйский район)
Крехов (укр. Крехів) — село в Журавновской поселковой общине Стрыйского района Львовской области Украины.
Население по переписи 2001 года составляло 194 человека. Занимает площадь 1,492 км². Почтовый индекс — 81791. Телефонный код — 3239.